# Кольцо Гига
Кольцо Гига (также Кольцо Ги́геса или Перстень Гигеса; др.-греч. Γύγου Δακτύλιος) — волшебный предмет, упоминаемый в произведении Платона «Государство», который даёт своему владельцу возможность по желанию становиться невидимым. Через историю кольца Платон рассматривает, может ли человек быть справедливым сам по себе, то есть когда не нужно бояться наказания или плохой репутации за совершение несправедливости.

## Легенда
Гиг был историческим правителем, основателем царской династии Мермнадов в Лидии. Древние письменные источники, из которых наиболее известна «История» Геродота, по-разному описывают обстоятельства его прихода к власти, однако все они сходятся в том, что изначально он был подчинённым царя Кандавла, скорее всего его телохранителем, который убил Кандавла и захватил трон. Расходятся же в основном в вопросе, соблазнил ли Гиг жену Кандавла Нису, прежде чем убить царя, или вначале убил Кандавла, а затем женился на Нисе и захватил власть.
В мифе, изложенном братом философа Платона Главконом, персонажем платоновского произведения «Государство», неназванный предок Гига был пастухом на службе у царя Лидии. Однажды после проливных дождей и землетрясения на склоне горы, где он пас своё стадо, появилась трещина. Войдя в пещеру, пастух обнаружил, что это на самом деле гробница. В ней, помимо разных диковин и всего прочего, находился медный конь, полый и снабжённый дверцами. Внутри коня пастух нашёл мертвеца огромных, нечеловеческих размеров, на руке которого был перстень. Пастух снял с трупа кольцо и положил себе в карман. Вскоре он выяснил, что перстень этот необычный: он даёт возможность своему владельцу становиться невидимым, сто́ит лишь повернуть его на пальце определённым образом. Затем пастух устроил так, чтобы его выбрали посланником, докладывающим царю о состоянии стада. Прибыв во дворец, он благодаря способности становиться невидимым соблазнил царицу, с её помощью убил царя и сам стал правителем Лидии.

## Роль легенды в «Государстве» Платона
В «Государстве» Главкон поднимает вопрос, может ли какой-либо человек быть настолько добродетельным, чтобы противостоять искушению ограбить, изнасиловать, убить или вообще совершить несправедливость в отношении того, кому он нравится, если бы он мог сделать это, не опасаясь разоблачения. Главкон хочет доказать Сократу, с которым он вступает в полемику на страницах книги, что для людей полезнее находиться в стороне от всех соображений, связанных с репутацией.
Он утверждает:

Если бы было два таких перстня — один на руке у человека справедливого, а другой у несправедливого, тогда, надо полагать, ни один из них не оказался бы настолько твердым, чтобы остаться справедливым и решительно воздержаться от присвоения чужого имущества и не притрагиваться к нему, хотя и тот и другой имели бы возможность без всякой опаски брать что угодно на рыночной площади, проникать в дома и сходиться с кем вздумается, убивать, освобождать из заключения кого захочет — вообще действовать среди людей так, словно он равен богу. Поступая таким образом, обладатели перстней не отличались бы друг от друга: оба они пришли бы к одному и тому же. Вот это и следует признать сильнейшим доказательством того, что никто не бывает справедливым по своей воле, но лишь по принуждению, раз каждый человек не считает справедливость самое по себе благом, и, где только в состоянии поступать несправедливо, он так и поступает. Ведь всякий человек про себя считает несправедливость гораздо более выгодной, чем справедливость, и считает он это правильно, скажет тот, кто защищает такой взгляд. Если человек, овладевший такой властью, не пожелает когда-либо поступить несправедливо и не притронется к чужому имуществу, он всем, кто это заметит, покажется жалким и неразумным, хотя люди и станут притворно хвалить его друг перед другом — из опасения, как бы самим не пострадать.— Платон. Государство. II, 360b—d
Хотя ответ на вызов Главкона задерживается, Сократ в конечном счёте утверждает, что справедливость не проистекает из такой социальной конструкции: человек, который злоупотребил властью Кольца Гига, фактически поработил себя своими желаниями, в то время как человек, решивший не использовать его, разумно контролирует себя и поэтому счастлив.

## Культурные аллюзии
- Цицерон пересказывает историю о Гиге в трактате «Об обязанностях», чтобы проиллюстрировать свой тезис о том, что мудрый и добрый человек основывает свои решения на страхе морального разложения, а не наказания или прочих негативных последствий. Цицерон занят обсуждением роли мысленного эксперимента в философии. Гипотетическая ситуация, о которой идёт речь, — это полная защита от наказания, подобная той, которую Гиг получил от своего кольца[8].
- В первой песне «Влюблённого Роланда» Галафрон, царь Катая, даёт своему сыну Аргалию кольцо, которое делает носителя невидимым, если он его держит во рту, и защищает от чар при ношении на пальце.
- Жан-Жак Руссо в «Шестой прогулке» написанной в конце жизни книги «Прогулки одинокого мечтателя» размышлял над тем, как бы он противостоял соблазнам использования кольца Гига.
- Кольцо Альбериха в оперном цикле Рихарда Вагнера «Кольцо нибелунга».
- Холт утверждает, что при создании романа «Человек-невидимка» Герберт Уэллс вдохновлялся легендой о кольце Гига[9].
- Кольцо из произведений Джона Толкина «Хоббит, или Туда и обратно» и «Властелин колец» даёт своему владельцу возможность быть невидимым, но при этом портит его. Хотя существует предположение, что Толкин находился под влиянием истории Платона[10], твёрдых доказательств этому нет, поскольку в его письмах и биографии не было найдено ничего, что имело бы связь с платоновским Гигом и его Кольцом. К тому же, в отличие от кольца Платона, кольцо Толкина обладает активной злой силой, которая обязательно морально разрушает своего владельца.
- Нобелевский лауреат Нагиб Махфуз включил изменённый сюжет о кольце в свой роман «Арабские ночи и дни».
- Сказка «Кольцо пастуха» авторства Джанни Родари из сборника «Сказки, у которых три конца».